# Касселмен (река)
Касселмен (англ. Casselman River) — река в штатах Мэриленд и Пенсильвания (США), правый приток реки Йокогейни, которая, в свою очередь, является притоком Мононгахилы — одной из составляющих реки Огайо. Длина реки Касселмен составляет 91 км.

## География

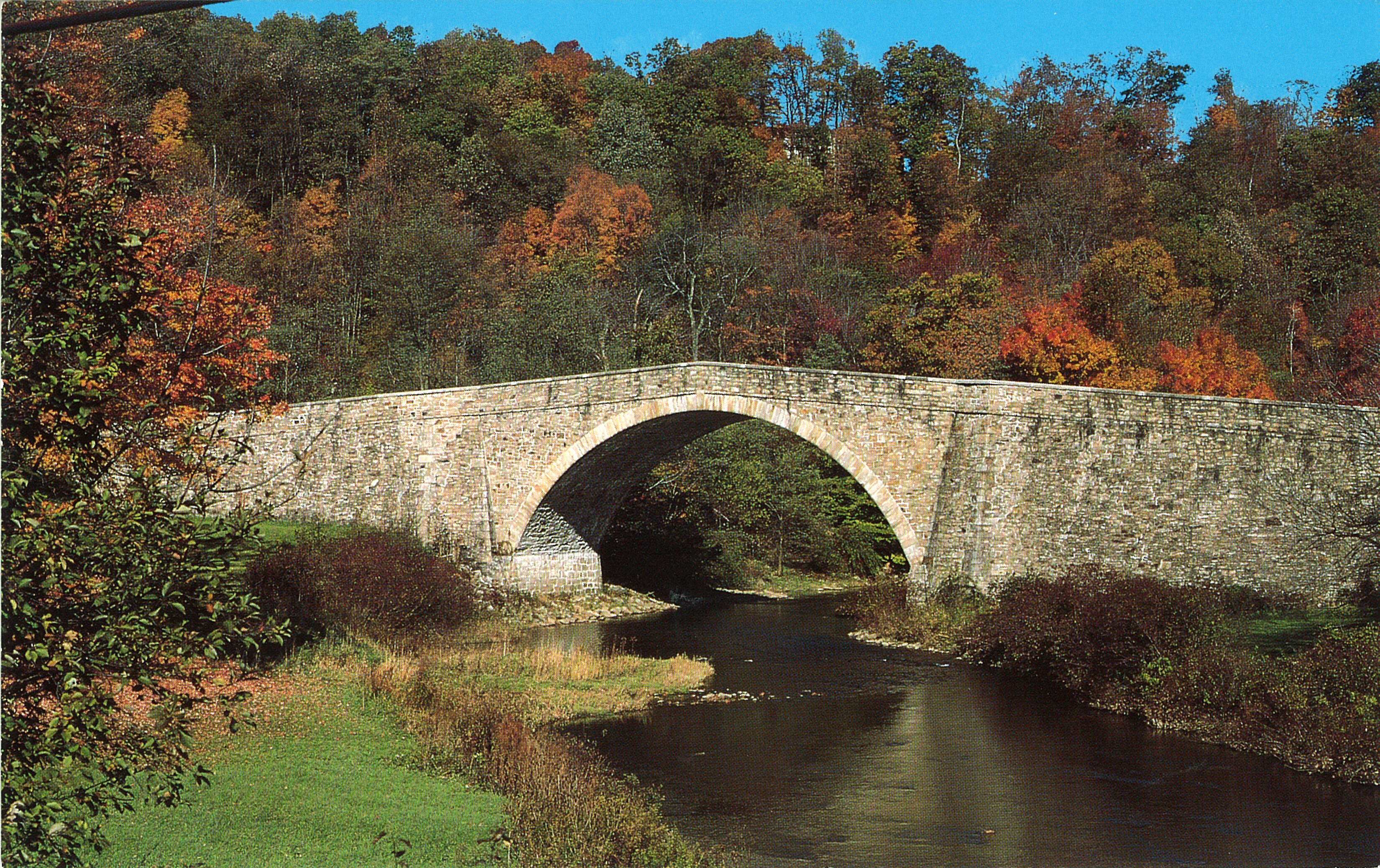
Исторический мост Касселмен в верхнем течении реки

Река Касселмен образуется в округе Гарретт (Мэриленд), вблизи города Грантсвилл, на высоте 668 м, при слиянии рек Норт-Бранч-Касселмен (North Branch Casselman River) и Саут-Бранч-Касселмен (South Branch Casselman River). В самом верхнем течении реки находится исторический мост Касселмен, построенный в 1813 году. Этот мост вместе с прилегающей территорией входит в состав парка штата Мэриленд Касселмен-Ривер-Бридж (Casselman River Bridge State Park).
Сначала река течёт в северном направлении, пересекая границу штатов Мэриленд и Пенсильвания. После этого она протекает по пенсильванскому округу Сомерсет, постепенно поворачивая на запад. Вблизи реки находятся населённые пункты Мейерсдейл и Роквуд.
На высоте около 400 м, рядом с пенсильванским боро Конфлуенс, река Касселмен впадает в реку Йокогейни. Это место находится примерно в 0,8 км вниз по течению реки Йокогейни от одноимённой плотины и водохранилища Йокогейни-Ривер-Лейк, через которое она протекает. Река Касселмен является наиболее крупным притоком реки Йокогейни.
Площадь водосборного бассейна реки Касселмен — 1360 км². В Мэриленде находится около 32 км (из 91 км) течения реки Касселмен и примерно 171 км² её водосборного бассейна. Один из главных притоков — правый приток Лорел-Хилл-Крик, который впадает на высоте 406 м, недалеко от места впадения реки Касселмен в Йокогейни.
Cредний расход воды в реке Касселмен вблизи населённого пункта Марклтон (Пенсильвания) — 18,9 м³/c (по усреднённым данным 1921—2013 годов).

## Фауна
Река Касселмен является популярным местом для рыбной ловли. В частности, в реке водятся американская палия (Salvelinus fontinalis), кумжа (Salmo trutta), микижа (Oncorhynchus mykiss), малоротый окунь (Micropterus dolomieu) и каменный сомик (Noturus flavus). Из земноводных в реке водится аллеганский скрытожаберник (Cryptobranchus alleganiensis).